# Jakob II. (Zypern)
Jakob II. von Zypern (* um 1440; † 10. Juli 1473) war von 1463 bis 1473 König von Zypern.

## Leben
Jakob II. war der uneheliche Sohn von König Johann II. und Marietta von Patras. Er war der Liebling seines Vaters, der ihn 1456, 16-jährig, zum Erzbischof von Nikosia machte. Nachdem Jakob den königlichen Kämmerer ermordet hatte, wurde er abgesetzt und floh nach Rhodos. Sein Vater verzieh ihm und gab ihm das Erzbistum zurück.
1458 starb sein Vater, und seine Halbschwester Charlotte wurde Königin von Zypern. 1460 forderte Jakob den Thron von ihr und belagerte sie und ihren Ehemann drei Jahre lang in der Burg von Kyrenia. Als Charlotte 1463 nach Rom floh, wurde Jakob zum König gekrönt.
Er war mit der Venezianerin Caterina Cornaro verheiratet, starb jedoch wenige Monate nach der Hochzeit. Es kamen Gerüchte auf, er sei von venezianischen Agenten vergiftet worden, möglicherweise von Verwandten Caterinas. Als sein postum geborener Sohn Jakob bereits vor Vollendung seines ersten Lebensjahres starb, wurde Caterina zunächst Regentin und dann die letzte Königin Zyperns. 1489 wurde sie von Venedig zur Abdankung gezwungen; damit wurde Zypern bis zur Eroberung durch die Osmanen im Jahre 1571 eine venezianische Kolonie.
Jakob II. hinterließ mehrere uneheliche Kinder, darunter zwei Söhne (Eugène und Jean (Janus) d’Arménie). Diese wurden den Großteil ihres Lebens von Venedig gefangen gehalten, da sie als Thronprätendenten eine Gefahr für die venezianische Herrschaft hätten darstellen können. 

## Belletristik
Der Machtkampf zwischen Jakob und Charlotte ist zentrales Thema in Dorothy Dunnetts Roman Spiel der Skorpione.